# Gubernia ufijska
Gubernia ufijska (ros. Уфимская губерния) – jednostka administracyjna Imperium Rosyjskiego i RFSRR we wschodniej Rosji Europejskiej (na zachodnim pogórzu Uralu), utworzona w 1865 poprzez wydzielenie z terytorium guberni orenburskiej. Stolicą guberni była Ufa. Zlikwidowana w 1922.
Gubernia była położona pomiędzy 52°54' a 56°37' szerokości geograficznej północnej i 51°29' a 60°16' długości geograficznej wschodniej. Graniczyła od północy z gubernią wiacką i permską, na południu i wschodzie z gubernią orenburską, na zachodzie z gubernią kazańską i samarską.

## Demografia
Ludność, według spisu powszechnego 1897 – 2 567 000 osób – Baszkirów (41,0%), Rosjan (38,0%), Tatarów (8,4%), Maryjczyków (3,7%), Czuwaszy (2,8%), Teptiarzy i Miszarów (Mieszczeriaków) (2,8%), Mordwinów (1,7%) i Udmurtów (1,8%).

### Ludność w ujezdach według deklarowanego języka ojczystego 1897[1]
| Ujezd           | Baszkirzy | Rosjanie | Tatarzy | Maryjczycy | Czuwasze | Mordwini | Udmurci |
| --------------- | --------- | -------- | ------- | ---------- | -------- | -------- | ------- |
| Gubernia ogółem | 41,0%     | 38,0%    | 8,4%    | 3,7%       | 2,8%     | 1,7%     | 1,0%    |
| Belebejski      | 53,8%     | 20,4%    | 11,3%   | 1,7%       | 2,2%     | 2,4%     | …       |
| Birski          | 52,7%     | 28,4%    | …       | 13,3%      | …        | …        | 4,3%    |
| Złatoustski     | 27,7%     | 65,5%    | 1,1%    | …          | …        | 1,2%     | …       |
| Menzeliński     | 32,4%     | 32,6%    | 28,2%   | …          | 3,9%     | 1,2%     | …       |
| Sterlitamacki   | 35,4%     | 40,0%    | 6,2%    | …          | 7,3%     | 4,9%     | …       |
| Ufijski         | 30,7%     | 61,2%    | 1,2%    | 1,1%       | …        | 1,0%     | …       |

Zlikwidowana dekretem WCIK 14 czerwca 1922. Na jest terytorium została utworzona Baszkirska Autonomiczna Socjalistyczna Republika Radziecka w składzie RFSRR, obecnie Baszkortostan w składzie Federacji Rosyjskiej.